# Miss Mondo 2005
Miss Mondo 2005, la cinquantacinquesima edizione di Miss Mondo, si è tenuta il 10 dicembre 2005, presso il Crown of Beauty Theatre, a Sanya in Cina. Il concorso è stato presentato da Tim Vincent e Angela Chow. Unnur Birna Vilhjálmsdóttir, rappresentante dell'Islanda è stata incoronata Miss Mondo 2005, dalla detentrice del titolo uscente, María Julia Mantilla.

## Risultati

### Piazzamenti
| Risultato       | Concorrente |
| --------------- | --- |
| Miss Mondo 2005 | - Islanda - Unnur Birna Vilhjálmsdóttir |
| 2ª classificata | - Messico - Dafne Molina |
| 3ª classificata | - Porto Rico - Ingrid Marie Rivera |
| Finaliste       | - Corea del Sud - Oh Eun-young - Italia - Sofia Bruscoli - Tanzania - Nancy Sumari |
| Semifinaliste   | - Canada - Ramona Amiri - Filippine - Carlene Aguilar - Giamaica - Terri-Karelle Griffith - India - Sindhura Gadde - Irlanda del Nord - Lucy Evangelista - Isole Vergini Americane - Kmisha Counts - Russia - Yulia Ivanova - Spagna - Mireia Verdú - Sudafrica - Dhiveja Sundrum |

### Regine continentali
| Risultato       | Concorrente                             |
| --------------- | --------------------------------------- |
| Africa          | - Tanzania - Nancy Sumari               |
| Americhe        | - Messico - Dafne Molina                |
| Asia e Pacifico | - Corea del Sud - Oh Eun-young          |
| Caraibi         | - Porto Rico - Ingrid Marie Rivera      |
| Europa del Nord | - Islanda - Unnur Birna Vilhjálmsdóttir |
| Europa del Sud  | - Italia - Sofia Bruscoli               |

### Riconoscimenti speciali
| Riconoscimento            | Concorrente                               |
| ------------------------- | ----------------------------------------- |
| Miss World Beach Beauty   | - Russia - Yulia Ivanova                  |
| Miss World Sports         | - Corea del Sud - Oh Eun-young            |
| Miss World Talent         | - Isole Vergini Americane - Kmisha Counts |
| Beauty with a Purpose     | - Corea del Sud - Oh Eun-young            |
| Best World Dress Designer | - Turchia - Hande Subasi                  |

## Concorrenti

### Asia e Pacifico
- Australia - Dennae Brunow
- Cina - Ting Ting Zhao
- Cina Taipei - Su-Jung Hsu
- Corea del Sud - Oh Eun-young
- Filippine - Carlene Aguilar
- Giappone - Erina Shinohara (篠原絵理奈)
- Hong Kong - Tracy Ip
- India - Sindhura Gadde
- Indonesia - Lindi Cistia
- Malaysia - Emmeline Ng
- Mongolia - Khongorzul Ganbat
- Nepal - Sugarika K.C.
- Nuova Zelanda - Kay Anderson
- Singapore - Shenise Wong
- Sri Lanka - Nadeeka Perera
- Thailandia - Sirinda “Sindie” Jensen
- Vietnam - Vũ Hương Giang

### Europa del nord
- Belgio - Tatiana Silva
- Danimarca - Trine Lundgaard
- Estonia - Laura Korgemae
- Galles - Claire Evans
- Germania - Daniela Risch
- Inghilterra - Hammasa Kohistani
- Irlanda - Aoife Cogan
- Irlanda del Nord - Lucy Evangelista
- Islanda - Unnur Birna Vilhjálmsdóttir
- Lettonia - Valerija Sevcuka
- Norvegia - Helene Tråsavik
- Paesi Bassi - Monique Plat
- Polonia - Malwina Ratajczak
- Rep. Ceca - Lucie Králová
- Russia - Yulia Ivanova
- Scozia - Aisling Friel
- Svezia - Liza Berggren
- Svizzera - Lauriane Gilliéron
- Ucraina - Yulia Pinchuk

### Europa del sud
- Albania - Suada Sherifi
- Bosnia ed Erzegovina - Sanja Tunjić
- Bulgaria - Rositsa Ivanova
- Cipro - Orthodoxia Moutsouri
- Croazia - Maja Cvjetković
- Francia - Cindy Fabre
- Georgia - Salome Khelashvili
- Gibilterra - Melanie Chipolina
- Grecia - Katerina Stikoudi
- Israele - Keren Shacham
- Italia - Sofia Bruscoli
- Libano - Lamitta Frangieh
- Macedonia - Milena Stanivuković
- Malta - Ferdine Fava
- Moldavia - Irina Dolovova
- Portogallo - Angela María Fonseca
- Romania - Raluca Voina
- Serbia e Montenegro - Dina Janković
- Slovacchia - Ivica Sláviková
- Slovenia - Sanja Grohar
- Spagna - Mireia Verdú
- Turchia - Hande Subaşı
- Ungheria - Semmi-Kis Tünde

### Caraibi
- Aruba - Sarah Juddan
- Bahamas - Ordain Moss
- Barbados - Marielle Onyeche
- Giamaica - Terri-Karelle Griffith
- Guadalupa - Merita Melyna
- Isole Vergini Americane - Kmisha Counts
- Martinica - Moana Robinel
- Porto Rico - Ingrid Marie Rivera
- Rep. Dominicana - Elisa Abreu
- Saint Lucia - Joy Matty
- Trinidad e Tobago - Jenna Marie Andre

### Americhe
- Argentina - Emilia Iannetta
- Bolivia - Viviana Méndez
- Brasile - Patricia Reginato
- Canada - Ramona Amiri
- Colombia - Erika Querubín
- Costa Rica - Leonora Jiménez
- Ecuador - Marelisa Márquez
- El Salvador - Alejandra Cárcamo
- Guatemala - María Inés Gálvez
- Guyana - Jasmine Herzog
- Messico - Dafne Molina
- Nicaragua - Valeria García
- Panama - Anna Vaprio
- Perù - Fiorella Castellaños
- Stati Uniti - Lissette Diaz
- Uruguay - Daniela Tambasco
- Venezuela - Susan Carrizo

### Africa
- Botswana - Tshegofatso Robi
- Etiopia - Seble Mekonnen
- Ghana - Inna Mariam Patty
- Kenya - Cecilia Mwangi
- Liberia - Snorti Forh
- Malawi - Rachel Landson
- Mauritius - Meenakshi Shivani
- Namibia - Leefa Shiikwa
- Nigeria - Omowunmi Akinnifesi
- RD del Congo - Nelly Dembo
- Sudafrica - Dhiveja Sundrum
- eSwatini - Zinhle Magongo
- Tanzania - Nancy Sumari
- Uganda - Juliet Ankakwatsa
- Zambia - Precious Kabungo Mumbi